# Mushandike
Mushandike ist ein Schutzgebiet am Mushandike-Damm 25 km von Masvingo entfernt an der Straße nach Westen nach Bulawayo in Simbabwe. 
Obwohl es in Mushandike einige Tiere zu sehen gibt, ist der Stausee in ganz anderer Hinsicht zurzeit ein Thema und zwar unter der Fragestellung: Wie kriegt man an kleinen Stauseen und kleinen Bewässerungssystemen die Bilharzioseinfektionen in den Griff? Das Wirtstier des Erregers, eine Wasserschnecke, verbreitet sich rasant in den seichten Gewässern von See und offenen Grabensystemen. In beiden baden Kinder und aus beiden schöpfen Frauen Wasser für den Haushalt. Weiter reichert sich das Wasser hier zunehmend mit Rückständen von Pestiziden und Kunstdünger an, so dass es für Menschen fast nicht mehr geeignet ist. Ergebnisse dieses Projektes liegen bisher allerdings nicht vor. 